# Шолтесова-Мароти, Елена
Елена Мароти-Шолтесова (словац. Elena Maróthy-Šoltésov; 6 января 1855, Крупина — 11 февраля 1939, Мартин) — словацкая писательница и редактор; ведущая фигура в женском движении в Словакии.

## Биография
Елена Мароти родилась 6 января 1855 года в словацком городке Крупина в семье преподобного Даниэля Мароти и его жены Каролины (урождённой Худецовой). Получила образование в Лученеце. Её мать умерла, когда она была еще молодой.

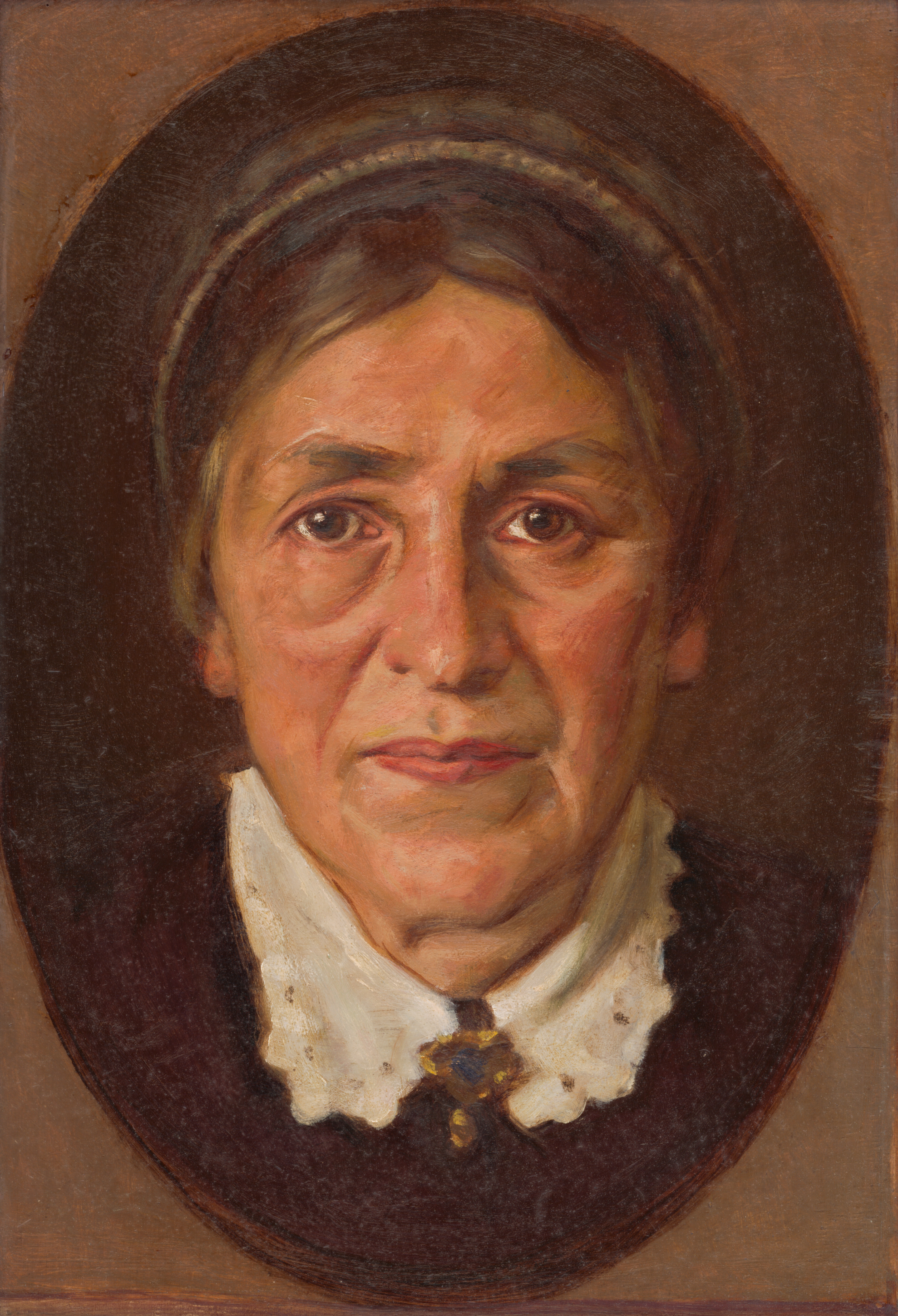
Шолтесова-Мароти
(художник М. Митровский)

В 1880 году Е. Мароти стала членом комитета женского общества «Živena», основанного в 1869 году, а с 1894 по 1927 год была его бессменным председателем. В настоящее время это общество действует как гражданское объединение, целью которого является изучение особенностей женского подхода в политической, экономической, социальной и частной сферах и возможностей для самореализации и личностного роста представительниц «слабого пола». С 2013 года главой «Živena» стала Магда Вашариова.
В 1875 году Мароти вышла замуж за купца Людовита Михала Шолтеса; у пары было двое детей, но её дочь умерла в восемь лет, а сын — в 33 года.
В 1912 году Шолтесова-Мароти помогла основать журнал «Živena» и по 1922 год была его главным редактором.
Елена Мароти-Шолтесова всячески помогала всем женщинам получить высшее образование и занять достойное место в социуме.
Согласно «ЭСБЕ», из романов и рассказов Мароти-Шолтесовой более известны: «Na dedine» (1881); «Prípravy ku svadbe» (1882); «Umierajúce diet’a» (1885); «V čiernickiej škole» (1891); «Prvé previnenie» (1896); «Popelka» (1898); «Za letného vecera» (1902); «Proti prúdu» (1904).
Елена Мароти-Шолтесова скончалась 11 февраля 1939 года в городе Мартине.